# Scott Weiland
Scott Weiland, właśc. Scott Richard Kline (ur. 27 października 1967 w San Jose, zm. 3 grudnia 2015 w Bloomington) – amerykański muzyk rockowy, wokalista, autor tekstów piosenek. Był głównym wokalistą i autorem piosenek dla szeregu znanych zespołów rockowych, w szczególności supergrupy Velvet Revolver (2003-2008) i Stone Temple Pilots (1989-2002 i 2008-2013). 

## Życiorys
Urodził się w San Jose w Kalifornii jako syn Sharon S. (z domu Williams) Weiland i Kenta Richarda Kline’a. Jego rodzice rozwiedli się, gdy miał dwa lata, a trzy lata później Scott Weiland i jego młodszy brat Michael zostali adoptowani przez ojczyma, Johna Davida Weilanda. Wkrótce wraz z rodziną przeprowadził się do Bainbridge Township w Ohio, gdzie uczęszczał do Kenston High School. Naukę kontynuował w Edison High School w Huntington Beach i Orange Coast College. Pracował w gazecie prawniczej „Daily Journal Corporation”. 
Pod koniec lat 70. był molestowany seksualnie przez starszego ucznia liceum. W wieku 12 lat Weiland został zgwałcony przez starszego mężczyznę, który zaprosił go do swojego domu. W swojej autobiografii Not Dead & Not For Sale napisał, że tłumił pamięć, dopóki nie wróciła do niego w terapii dziesiątki lat później. 
Założył zespół Stone Temple Pilots z braćmi Robertem i Deanem DeLeo i odniósł ogromny sukces komercyjny w latach 90. W 1993 ich debiutancki album Core zadebiutował na 3. miejscu listy Billboard 200, a rok później nastąpił jeszcze większy sukces, kiedy wydali album Purple, który dotarł do pierwszego miejsca. 
W połowie lat dziewięćdziesiątych uzależnił się od narkotyków i miał problemy z nałogiem.
Największy sukces odniósł będąc wokalistą zespołu Stone Temple Pilots, z którym wydał 6 albumów. Wydał trzy solowe albumy: 12 Bar Blues (1998), „Happy” in Galoshes (2008) i The Most Wonderful Time of the Year (2011). Brał udział w projektach The Magnificent Bastards i The Wondergirls. 
W 2002 dołączył do byłych członków Guns N’ Roses, Slasha, Duffa McKagana, Dave’a Kushnera i Matta Soruma, w supergrupie o nazwie Velvet Revolver. Wydali album zatytułowany Contraband w czerwcu 2004 i kolejny w 2007 zatytułowany Libertad. Wydał kilka albumów solowych, w tym 12 Bar Blues (1998), The Most Wonderful Time of the Year (2011) i Blaster (2015). Weiland, który miał w przeszłości problemy z narkotykami, został znaleziony martwy przez swojego menedżera na pokładzie autobusu wycieczkowego, podczas trasy ze swoim najnowszym projektem Scott Weiland and the Wildabouts.
W 2006 piosenkarz został sklasyfikowany na 57. miejscu listy 100 najlepszych wokalistów wszech czasów według Hit Parader.

## Życie prywatne
Był trzykrotnie żonaty. 17 września 1994 poślubił Janinę Castanedę, z którą w lutym 2000 się rozwiódł. 21 maja 2000 ożenił się z modelką Mary Forsberg, z którą miał syna Noaha Mercera (ur. 19 listopada 2000) i córkę Lucy Olivię (ur. 20 lipca 2002). W 2007 doszło do rozwodu. 22 czerwca 2013 poślubił fotografkę Jamie Wachtel.

## Śmierć
Scott Weiland zmarł 3 grudnia 2015 w Bloomington w stanie Minnesota we śnie podczas przerwy w trasie ze swoim zespołem The Wildabouts w wyniku nagłego zatrzymania krążenia. Ciało muzyka znaleziono w busie, którym podróżowali muzycy. 3 grudnia grupa Scott Weiland & The Wildabouts miała zagrać w Medinie (Minnesota), ale ten występ został odwołany. Do końca miesiąca zaplanowano jeszcze kolejne 14 koncertów w USA. We wrześniu 2015 muzyk z tą formacją miał wystąpić w Warszawie na pierwszym koncercie w Polsce, jednak europejska część trasy została odwołana. Jego pogrzeb odbył się 10 grudnia 2015 na cmentarzu Hollywood Forever Cemetery. Sekcja zwłok wykazała, iż Weiland zmarł wskutek przedawkowania kokainy, etanolu i substancji psychoaktywnej 3,4-Metylenodioksyamfetaminy.

## Publikacje
- Not Dead & Not for Sale: A Memoir, 2012, Scribner, ISBN 978-0-7432-9717-2

## Dyskografia
Albumy studyjne
| 12 Bar Blues                             | - Data: 17 marca 1998 - Wydawca: Atlantic Records      | 42  | —  | 47 | - USA: 90 tys.+ |
| „Happy” in Galoshes                      | - Data: 25 listopada 2008 - Wydawca: Softdrive Records | 97  | 5  | —  | - USA: 10 tys.+ |
| Blaster (Scott Weiland & The Wildabouts) | - Data: 31 marca 2015 - Wydawca: Softdrive Records     | 133 | 10 | —  | - USA: 5 tys.+  |
| "—" album nie był notowany.              |                                                        |     |    |    |                 |

Albumy koncertowe
| Tytuł               | Dane dot. albumu                                       |
| ------------------- | ------------------------------------------------------ |
| Live in Los Angeles | - Data: 23 listopada 2010 - Wydawca: Softdrive Records |

Kompilacje
| Tytuł                                      | Dane dot. albumu                                         |
| ------------------------------------------ | -------------------------------------------------------- |
| A Compilation of Scott Weiland Cover Songs | - Data: 30 sierpnia 2011 - Wydawca: Softdrive Records    |
| The Most Wonderful Time of the Year        | - Data: 4 października 2011 - Wydawca: Softdrive Records |

Single
| „Barbarella”                 | 1998 | 194 | 12 Bar Blues        |
| „Missing Cleveland”          | 2008 | —   | „Happy” in Galoshes |
| "—" singel nie był notowany. |      |     |                     |

Inne
| Album                                                           | Rok  | Uwagi                                                  | Źródło |
| --------------------------------------------------------------- | ---- | ------------------------------------------------------ | ------ |
| Limp Bizkit – Significant Other                                 | 1999 | gościnnie śpiew w utworze „Nobody Like You”            | [ 35 ] |
| Limp Bizkit – Chocolate Starfish and the Hot Dog Flavored Water | 2000 | koprodukcja                                            | [ 36 ] |
| The Crystal Method – Tweekend                                   | 2001 | gościnnie śpiew w utworze „You Know It's Hard”         | [ 37 ] |
| Sheryl Crow – C'mon C'mon                                       | 2002 | koprodukcja                                            | [ 38 ] |
| Carlos Santana – Guitar Heaven                                  | 2010 | gościnnie śpiew w utworze „Can't You Hear Me Knocking” | [ 39 ] |

## Wybrana filmografia
| Rok  | Tytuł                                   | Rola                 | Reżyser        |
| ---- | --------------------------------------- | -------------------- | -------------- |
| 2006 | Fashion Rocks (film dokumentalny)       | w roli samego siebie | Ron de Moraes  |
| 2013 | Bob and the Monster (film dokumentalny) | w roli samego siebie | Keirda Bahruth |